# Tramvajová doprava v Petrohradu

Mapa tramvajové sítě v roce 2024

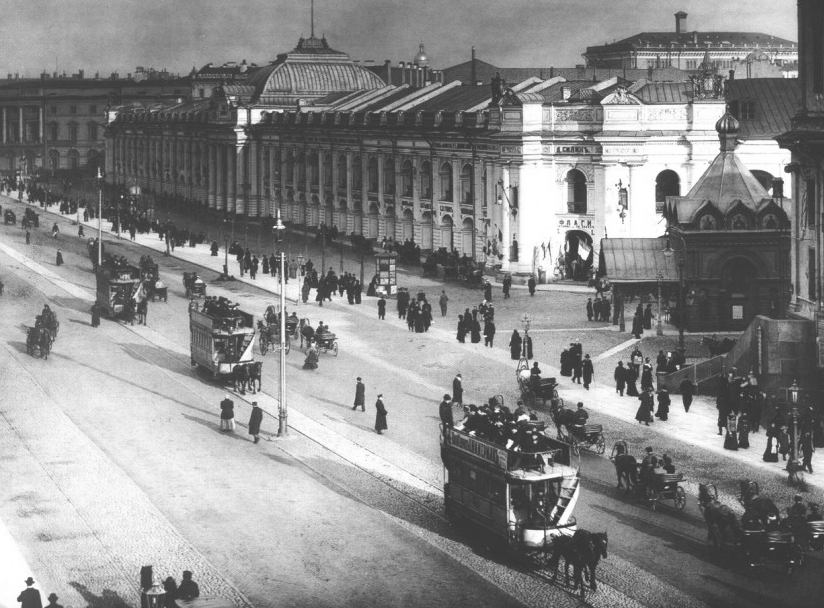
Koňka v ulicích Petrohradu

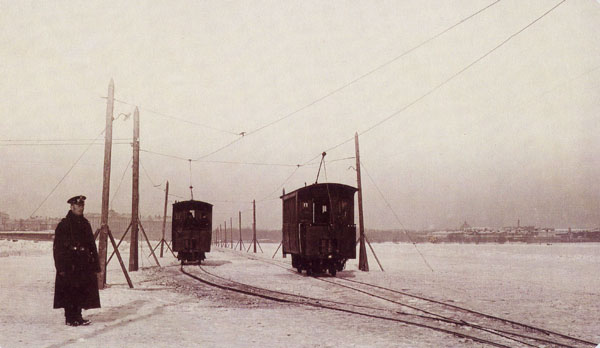
Provoz elektrické tramvaje na zamrzlé Něvě

Druhé největší město Ruska, Petrohrad, provozuje vlastní tramvajovou síť (rusky Санкт-Петербургский трамвай nebo také Трамвай Санкт-Петербурга). Na 231 km tratí je v provozu 40 linek; petrohradská tramvajová síť patří k nejrozsáhlejším na světě. Dopravu tu zajišťuje okolo tisíce vozidel (v září 2006 celkem 959 tramvají)

## Charakter provozu
V porovnání se západnějí položenými městy Evropy jsou podmínky provozu tramvají v Petrohradu na nesrovnatelně nižší úrovni. Nasazeno je rozličné množství typů tramvají, které jsou většinou (stejně jako i tratě) ve velmi špatném stavu, cestovní rychlost je tak velmi nízká. Od roku 1998 mají všechny tramvaje průvodčí; jízdenky se kupují přímo u něj.

## Historie

### 1863–1900: První začátky
Historie pouliční dráhy v tomto městě začala dne 27. srpna 1863, kdy společnost Première Compagnie des tramways à Petersbourg zahájila provoz na první lince koňské tramvaje. Byla 4,3 km dlouhá, spojovala náměstí Admiratelitejskaja se současným nádražím Moskovskij vokzal; vozy jezdily po kolejích s rozchodem 1524 mm. Za další dva roky následovalo otevření dvou 3,5 km dlouhých dalších nových úseků. V roce 1874 navíc ve městě vznikla druhá tramvajová společnost a nastal skutečný rozvoj; přibývaly desítky kilometrů tratí. O čtyři roky později bylo tak v provozu již 27 linek na 90,7 km tratí. Na přelomu století kolejová síť dosáhla velikostí současné síti pražské; měřila 131,3 km.
Dopravních společností však stále přibývalo. Roku 1878 se objevila už třetí společnost; otevřela úsek linky mezi nádražím Moskovskij vokzal a čtvrtí Rybackoje. Roku 1902 se ale projevil zájem města získat trati pod svojí kontrolu, to tento úsek jako jeden z prvních vykoupilo.
Zatímco byly v provozu desítky kilometrů koňky, elektrická trakce uvedena do provozu ještě nebyla. Změnu přinesly roky 1895 a 1896 kdy ruská loďařská společnost z Finska právě první linku zprovoznila.
V letech 1895–1910 se v zimě jezdilo i přes zamrzlou Něvu. Tři postavené jednokolejné tratě o rozchodu pravděpodobně 1000 mm opravdu vedly po silné vrstvě ledu, na které byly položeny dřevěné pražce a kolejnice. Do ledu byly „zamraženy“ také dřevěné stožáry pro trolejové vedení. První trať spojovala Senátní náměstí a Vasiljevský ostrov, druhá Palácové nábřeží a Mytninskaje nábřeží a třetí Suvorovovo náměstí a Vyborské nábřeží. Tento nápad se však nesetkal u většiny veřejnosti s pochopením.[zdroj?]

### 1900–1921: Předsovětská doba
Kolem roku 1906 už existovalo kolem 150 km tratí, jak elektrifikovaných, tak ještě s animální trakcí. Ročně se přepravilo kolem 100 milionů cestujících. 16. září 1907 se přidalo k postupné elektrifikaci sítě i samo město a to byl soumrak koňské tramvaje; ta byla poté deset dalších let postupně nahrazována a vytlačována. Těsně před první světovou válkou bylo v provozu 710 vozů, většina z nich sloužila i za časů občanské války.
Kromě koňky a elektrických tramvají jezdily také mezi 80. lety 19. století a koncem občanské války ještě dva parní vozy, i přes zamrzlou řeku.

### 1921–1945: Meziválečná doba a obléhání města za druhé světové války
Od roku 1923 byly zavedeny nově jízdní řády. Síť se poté, co se obnovily mírové podmínky, opět rychle rozrůstala, na konci meziválečného období její délka dosahovala již okolo 700 km. S blokádou, nyní již Leningradu, kterou zahájila německá vojska, nastaly pro petrohradské tramvaje krušné časy. Přesto celý systém – ač s ohromnými těžkostmi – fungoval i v této době; krátké zastavení provozu proběhlo v zimě a na jaře roku 1942, důvodem byly problémy s dodávkami proudu. Prvních pět linek začalo jezdit 15. dubna 1942, během několika měsíců jich fungovalo již dvacet.
Během války bylo zničeno 500 km drátů trolejového vedení a 150 vozidel; dalších 1065 bylo poškozeno. Některé z úseků se octly dočasně na okupovaném území, provoz musel být z nedostatku prakticky všeho dočasně ukončen.

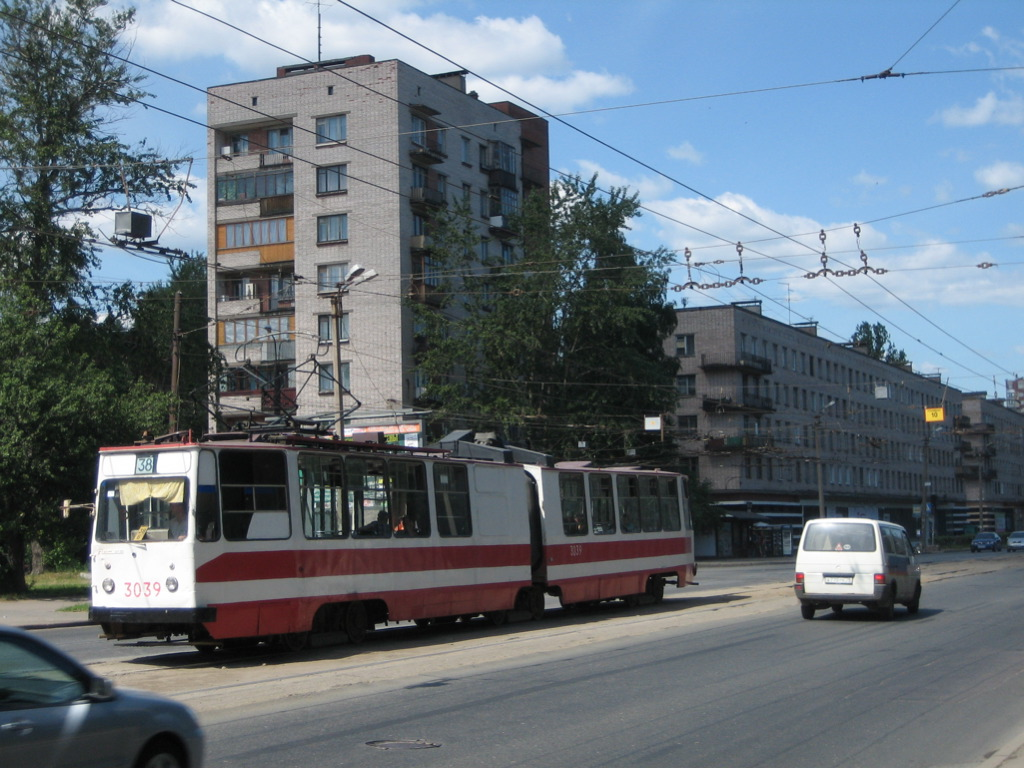
Moderní petrohradská tramvaj, LVS-86K

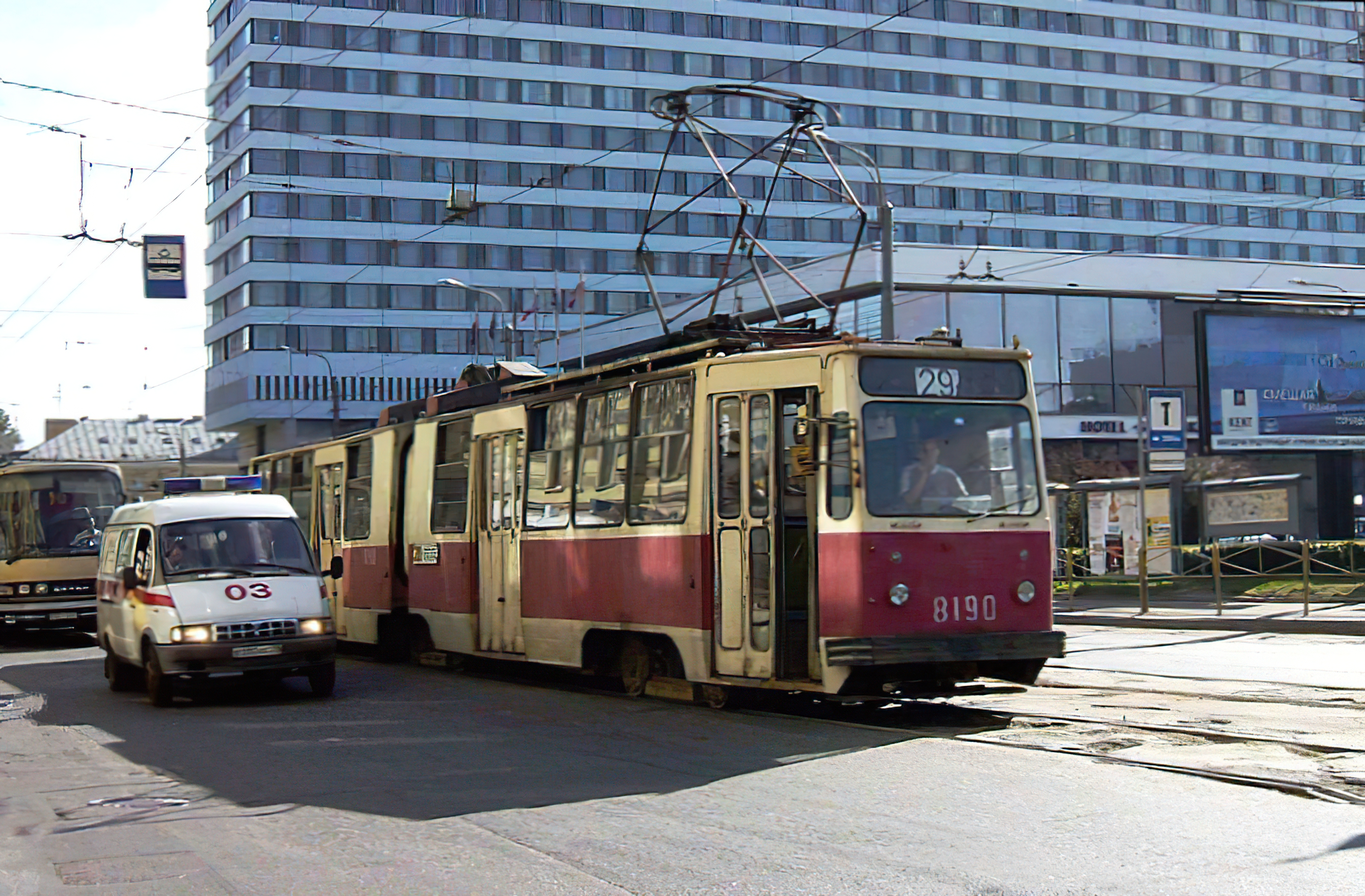
Moderní petrohradská tramvaj, LVS-86

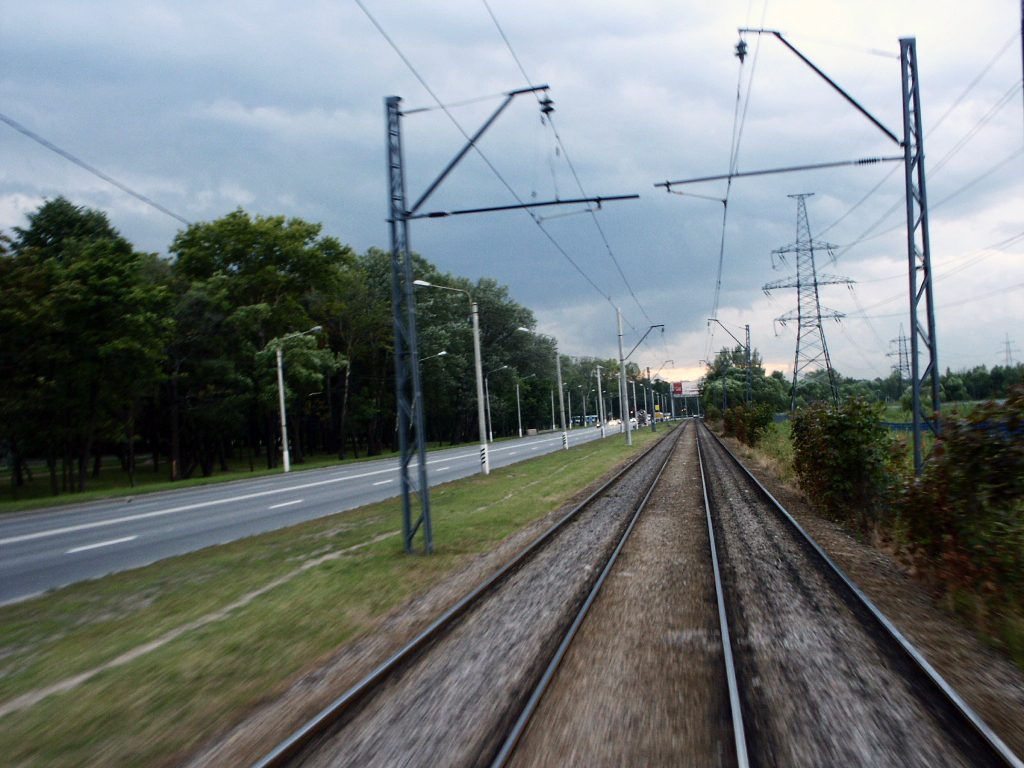
Tramvajová trať s otevřeným kolejovým svrškem na samém jihu petrohradské tramvajové sítě.

### 1945–1991: Poválečný Leningrad
S opravami se mohlo začít až po konci války; do roku 1947 se podařilo zprovoznit celou síť, a poté se pokračovalo opět s rozvojem. Objevily se nové tramvaje; staré dřevěné nahradily moderní vozy koncepce PCC – sovětské i Československé (Tatra T2). Později přibývaly již pouze vozy domácí výroby (tramvaje UKVZ). V 60. letech zažil systém další éru svého velkého rozvoje, hlavně díky velké bytové výstavbě. Vrcholu bylo dosaženo roku 1986, kdy na 1022 km linek bylo v provozu přes 2 200 tramvají. Perestrojka ale vše změnila, začalo se s rozsáhlým rušením tratí, včetně i té nejstarší z roku 1863, jež byla zavřena po více než 130 letech provozu.

### 1991– současnost: Redukce tramvajové sítě
Po roce 1991 došlo k dalším úsporám, hlavně v oblasti personálu; byly sníženy počty například u řidičů tramvají. Narostly tak intervaly a kvalita služeb klesla. Také se okamžitě zastavily veškeré práce na rekonstrukcích tratí a samozřejmě i plánování či výstavba nových. Kvůli tomu se tak ztráty začaly paradoxně ještě zvyšovat, což odstartovalo další kolo odlehčování celého tramvajového systému, s kterým se započalo někdy kolem roku 1995. V druhé polovině 90. let tak tramvajové koleje zmizely z mnoha prospektů a situace se začala po finanční stránce pomalu zlepšovat. Objevily se sice i nové tratě, většinou napaječe metra v odlehlejších částech velkoměsta, devadesátá léta a začátek 21. století se však zapsaly do dějin petrohradských tramvají spíše negativně. Světové prvenství v délce sítě ztratil Petrohrad ve prospěch melbourneských tramvají.

## Vozový park
Vozový park v Petrohradu představují tramvaje těchto typů:
- LVS-86
- LM-68M
- LVS-97
- LM-99
- LVS-2005
- LM-2008
- KTM-31
- Alstom Citadis
- AKSM-843
- KTM-23
- UTM-7
- 71-931
- 71-911
- 71-633
- Stadler Metelica